# Колоцкий монастырь
Ко́лоцкий Успе́нский монасты́рь — женский монастырь Одинцовской епархии Русской православной церкви, расположенный в деревне Колоцкое Московской области. Находится в двадцати двух километрах на запад от Можайска на возвышенности, пересекаемой Старой Смоленской дорогой.

## История монастыря

### Всредневековье
До середины XVI века сведения об обители отсутствуют. Об основании монастыря сообщает шестая глава первой части «Степенной книги»: согласно этому тексту, обитель появилась в 1413 году. Этому событию предшествовало легендарное явление Колочской иконы Божией Матери, описанное в летописях и древнерусской «Повести о Луке Колочском».
Согласно «Повести», в 1413 году в Колочи бедный поселянин Лука «в некоемъ месте обрете икону Пречистыя Богородицы, держашу на руце Младенец Господа Бога нашего Исуса Христа. Со единыя страны иконы тоя на затворце образ Николы чюдотворца, а з другую — Илии пророка». Лука взял икону к себе домой, и в тот же день от иконы получил исцеление больной, лежавший в его доме. Весть о чуде разнеслась по окрестным сёлам и к Луке стали стекаться недужные, желая исцелиться чудесным образом. Однажды Лука пошёл с иконой в Можайск. К нему навстречу Крестным ходом вышел князь Андрей Дмитриевич Можайский, сопровождаемый духовенством, боярами и толпой простого народа. Ослеплённый приёмом, Лука с иконой направился к Москве, где его встретил Митрополит Фотий с епископами и всем Священным собором, князь Василий I с боярами и толпа простых москвичей.
Собрав благодаря иконе большие деньги, Лука вернулся в родное село и возвёл там Успенский храм, где и был поставлен чудотворный образ, а для себя построил просторные каменные хоромы и зажил, как князь, даже избивал и грабил ловчих князя Андрея Дмитриевича, которые охотились в лесах близ Колочи. Однажды ловчий князя поймал огромного злого медведя; посадив его в деревянный ларь, он вёз его в Можайск мимо двора Луки. Тот велел выпустить медведя на своём дворе, и медведь его покалечил. Думая, что он находится при смерти, Лука умолял приехавшего князя с пользой распорядиться его имением. Выполняя волю умирающего, князь Андрей Можайский велел поставить в селе монастырь, поместил в нём Колочскую икону и наделил новую обитель земельными угодьями. Первым насельником нового монастыря стал раскаявшийся и выздоровевший Лука. Вероятно, ещё при его жизни в монастыре был построен каменный храм в честь Успения Пресвятой Богородицы.
Согласно «Степенной книге Царского родословия», празднование Колоцкой иконы в монастыре издревле проходило 9(22) июля. Согласно устному преданию, дошедшему до нашего времени, на месте явления иконы забил целебный источник (в день праздника к нему совершался Крестный ход). Сейчас на этом месте стоит деревянная часовня (нынешнее строение — 1990-х годов).
В XV—XVI веках обитель постепенно расширялась, богатела, пользовалась большой известностью и привлекала к себе большое количество паломников. Значимость монастыря видна хотя бы в том, что настоятели обители в сане игуменов присутствовали на Соборах в Москве. Известно, что, собираясь в 1563 году в поход против Полоцка, царь Иоанн Грозный взял с собой чудотворную Колоцкую икону. Подписи Колоцких настоятелей стоят на Соборной грамотой 1566 года касательно продолжения военных действий против Польши (игумен Герман), церковном разрешении Иоанну Грозному вступить в четвёртый брак в 1572 году (игумен Евфимий), грамотой об избрании на престол Бориса Годунова в 1598 году (игумен Никандр).
С давних пор настоятели монастыря имели сан игуменов, однако некоторые из них за свои заслуги по управлению монастырём становились архимандритами. Один из игуменов монастыря — Корнилий — получил высокий церковный сан: в 1566 году он был переведён в Москву казначеем митрополичьего двора, а в 1567 году Митрополит Московский Филипп (Колычев) сделал его архиепископом Ростовским и Ярославским.
Известно, что к 1609 году в монастыре было две каменные церкви — Собор Успения Пресвятой Богородицы с приделом Святителя Николая Чудотворца (впрочем, неясно, это древнее здание, возведённое ещё при жизни Луки, или более поздний храм) и Богоявленская церковь с трапезной палатой, а также колокольня с третьей церковью — Святителя Алексия, Митрополита Московского. Монастырская ограда была срублена из дерева.
В Смутное время (1609 год) монастырь был разорён поляками. Согласно описанию монастыря за 1626—1627 годы, два больших монастырских храма стояли разрушенными, а богослужения совершались в маленькой церкви Святителя Алексия под колокольней. Разорённый монастырь начал восстанавливаться в 1620-х годах, но уже с меньшим размахом.
Успенский храм 1626—1627 годов сохранился лишь частично, поскольку был основательно перестроен век спустя. Собственно, строению XVII века принадлежит лишь основной куб нынешнего храма — к примеру, хорошо видны характерные для древнерусской архитектуры закомары.

### Период XVIII — начала XX века
Во второй половине XVIII века началась кардинальная перестройка монастырского ансамбля. До неузнаваемости был переделан Успенский собор: его увенчали новым барабаном и главой, пристроили приделы (в честь Пророка Божия Илии и Святителя и Чудотворца Николая), заделали старые окна и лишили их наличников. Территорию обнесли кирпичной оградой с шестью башнями (сохранилась лишь одна башня и небольшой фрагмент ограды). Деревянные корпуса келий в XVIII веке заменили на каменные.
Сформировался стилистически целостный архитектурный ансамбль с чертами барокко. Над прочими строениями обители вознеслась четырёхъярусная колокольня, квадратная в плане, с восьмигранником звона, которая была возведена между 1739—1763 годах.
В 1812 году М. И. Кутузов осматривал с этой колокольни поле будущего сражения: к полудню 21 августа здесь сосредоточились главные силы русской армии, расположился штаб; здесь первоначально предполагалось провести решающую битву. Однако уже на следующий день, 22 августа, Кутузов принял решение отступить к Бородину, находя эту позицию более удачной. 24 августа у монастырских стен состоялся бой русского арьергарда с наступающими французами, в котором был смертельно ранен генерал-майор Войска Донского И. К. Краснов. В тот же день около стен монастыря вступил в командование партизанским отрядом Денис Давыдов (об этом свидетельствует специальная памятная доска на колокольне монастыря). После того, как Французы заняли обитель, здесь останавливался Наполеон, который также поднимался на монастырскую колокольню. Некоторое время в монастыре располагался французский госпиталь; после обитель была разграблена и сожжена.
После окончания войны 1812 года на восстановление монастыря из казны Синода было отпущено 10 тысяч рублей. В годы игуменства Иоасафа на эти деньги был отреставрирован собор, возобновлён иконостас, расписаны стены главного храма.
В 1911 году монастырь был запечатлён на цветной диапозитив С. М. Прокудиным-Горским.

### Упразднение и восстановление монастыря
После революции монастырь был упразднён. В 1918 году в монастыре организовали коммуну бедноты. Крепостные стены и большая часть башен (кроме одной) разрушены. Последние монахи были арестованы и расстреляны по подозрению в контрреволюционной деятельности. При этом до 1934 года Успенский храм служил обычной приходской церковью, а после в нём расположилась школа-интернат для глухонемых детей.
Оригинал Колочской иконы был утерян в 1970-х годах. Сейчас известно лишь несколько поздних списков: один из них — в Петропавловском приделе Успенского собора в Московском Кремле, 1689 года (на нём есть надпись: «Лета 7197 (1689), июня, в 23 день, построен образ сей по обещанию великих государей мастерския палаты чиновников, за избавление бед милостию Пресвятыя Богородицы и святых молитвами»).
В 1990-е годы монастырь возобновлён как женский. В соборе помещён современный список Колочской иконы. Собор, колокольня и два из трёх келейных зданий отреставрированы; третий монастырский корпус реставрируется в настоящее время. Стен по-прежнему нет. На месте источника выстроена небольшая деревянная часовня.
Одним из пунктов утверждённого правительством Российской Федерации плана мероприятий по подготовке к празднованию 200-летнего юбилея Отечественной Войны 1812 года является реставрация монастыря.

## Современность
- 29 июня 2012 года Банк России выпустил в обращение памятную монету номиналом 3 рубля с изображением Успенского Колоцкого монастыря в серии «Памятники архитектуры России». Монета изготовлена из серебра 925-й пробы тиражом 5000 экземпляров и весом 31,1 грамм. http://www.ru-coin.ru/index.php/2012/1386-kolotskoe.html